# ثائر جمعة
ثائر جمعة لاعب كرة قدم سوري من مواليد حمص، يلعب مع الكرامة الحمصي، لعب مع شباب الكرامة ثم تم ترفيعه إلى فئة الرجال موسم 2009-2010.